# Jan Ptáček z Pirkštejna
Jan Ptáček z Pirkštejna (před 1388 – 1419) byl český šlechtic z rodu Ptáčků z Pirkštejna, vedlejší větve rodu pánů z Lipé, majitel panství Rataje nad Sázavou a Polná, jedna z osobností raného období husitských válek.

## Životopis
Narodil se jako syn Jana Ješka Ptáčka z Pirkštejna a Hedviky z Dubé, pravděpodobně kolem roku 1388. V době jeho narození bylo otci asi padesát let, stalo se tak nedlouho poté, co odešel s manželkou na odpočinek na hrad Polná. Po smrti Jana Ješka okolo roku 1390 spravoval pro Janovu neplnoletost rodinná léna rodový příbuzný Jindřich III. z Lipé. Prameny uvádějí dosažení jeho plnoletosti v roce 1406, to však koliduje s narozením syna Hynka v roce 1404.
Po smrti Jindřicha roku 1405 nastoupil na jeho místo syn Hanuš, který si však majetková práva ponechal až do roku 1412 a přenechal mu je pouze na žádost zemského soudu. Mezitím se Janovi podařilo získat jistou politickou pozici.
Po zatčení mistra Jana Husa podepsal petici na jeho obranu, ale po vypuknutí husitských válek se ocitl v několika menších bitvách v řadách panské katolické ligy. Bojoval proti husitům v bitvě u Živohoště v roce 1419, pravděpodobně na nátlak jeho sousedů Lacka z Kravař a Helfštejna a Petra II. Konopišťského ze Šternberka. Neexistují žádné důkazy o jeho následné účasti ve válce.
Zemřel roku 1419 a byl pochován do rodinné krypty v kostele sv. Matouše v Ratajích nad Sázavou.

### Rodina
Byl ženatý s Jitkou z Kunštátu a Poděbrad. Jejich syn a dědic Hynce Ptáček z Pirkštejna zastával v českém království vysoké funkce, např. dvorského preceptora či mincmistra.[chybí lepší zdroj]

## V populární kultuře
Na osobnosti Jana Ptáčka je založena stejnojmenná postava z videohry Kingdom Come: Deliverance z roku 2018 a jejího stejnojmenného pokračování z roku 2025 Kingdom Come: Deliverance II. V ději zasazeném do roku 1403 je Jan čekatelem na dosažení plnoletosti na úkor strýce Hanuše z Lipé.